# Stadionul Francisc von Neuman (1946)
Stadionul Francisc von Neuman a fost un stadion multifuncțional din Arad, România. Acesta a fost folosit în special pentru meciuri de fotbal și a fost terenul propriu al echipei UTA Arad, una dintre cele mai de succes echipe din fotbalul românesc. Stadionul a avut o capacitate de până la 7.287 de locuri, toate pe scaune.
Stadionul a fost construit începând cu 1940 și inaugurat pe 1 septembrie 1946 cu ocazia meciului UTA Arad - Ciocanul București, scor 1 - 0. Cu timpul, stadionul a suferit numeroase procese de renovare. În vara anului 2006, pentru a obține licența de disputare a meciurilor pentru Liga I, stadionul a suferit cele mai mari modificări de cosmetizare și reparații de la inaugurarea sa. Municipalitatea a investit mai mult de 700.000 euro pentru dotarea stadionului cu scaune, repararea structurii de rezistență a tribunelor, vestiare noi, cameră test antidoping, cameră de prim ajutor, tunel de intrare a echipelor, sector VIP, o nouă instalație de sonorizare, sector media ultramodern, tabelă electronică modernă, instalație de nocturnă de 1.400 de lucși și altele.
În 2014, stadionul a fost demolat pentru a face loc unui stadion nou, modern, exclusiv pentru fotbal, care a fost deschis în 2020. Noul stadion are o capacitate de 11.500 de locuri și include, de asemenea, birouri, un club de presă, un centru de presă, ospitalitate VIP, un restaurant și un hotel.

## Evenimente

### Naționala României
| Meciuri internaționale | Meciuri internaționale                          | Meciuri internaționale | Meciuri internaționale | Meciuri internaționale | Meciuri internaționale |
| Data                   | Competiția                                      | Acasă                  | Deplasare              | Scorul                 | Spectatori             |
| ---------------------- | ----------------------------------------------- | ---------------------- | ---------------------- | ---------------------- | ---------------------- |
| 28 Martie 2009         | Campionatul European de Fotbal sub 21 UEFA 2009 | România                | Andorra                | 2 - 0                  | 7,200                  |

### Clubul de fotbal UTA
| Meciuri internaționale | Meciuri internaționale    | Meciuri internaționale | Meciuri internaționale | Meciuri internaționale | Meciuri internaționale |
| Data                   | Competiția                | Acasă                  | Deplasare              | Scorul                 | Spectatori             |
| ---------------------- | ------------------------- | ---------------------- | ---------------------- | ---------------------- | ---------------------- |
| 13 August 1967         | Cupa Balcanică            | UTA Arad               | Fenerbahçe             | 1 - 0                  |                        |
| 18 September 1969      | Cupa Campionilor Europeni | UTA Arad               | Legia Warsaw           | 1 - 2                  | 12,781                 |
| 30 September 1970      | Cupa Campionilor Europeni | UTA Arad               | Feyenoord              | 0 - 0                  | 17,000                 |
| 4 November 1970        | Cupa Campionilor Europeni | UTA Arad               | Red Star Belgrade      | 1 - 3                  | 18,000                 |
| 15 September 1971      | Cupa UEFA                 | UTA Arad               | Austria Salzburg       | 4 - 1                  | 15,000                 |
| 3 November 1971        | Cupa UEFA                 | UTA Arad               | Zagłębie Wałbrzych     | 2 - 1                  | 8,000                  |
| 24 November 1971       | Cupa UEFA                 | UTA Arad               | Vitória Setúbal        | 3 - 0                  | 7,000                  |
| 7 March 1972           | Cupa UEFA                 | UTA Arad               | Tottenham Hotspur      | 0 - 2                  | 12,253                 |
| 13 September 1972      | Cupa UEFA                 | UTA Arad               | Norrköping             | 1 - 2                  | 10,000                 |

## Gallerie

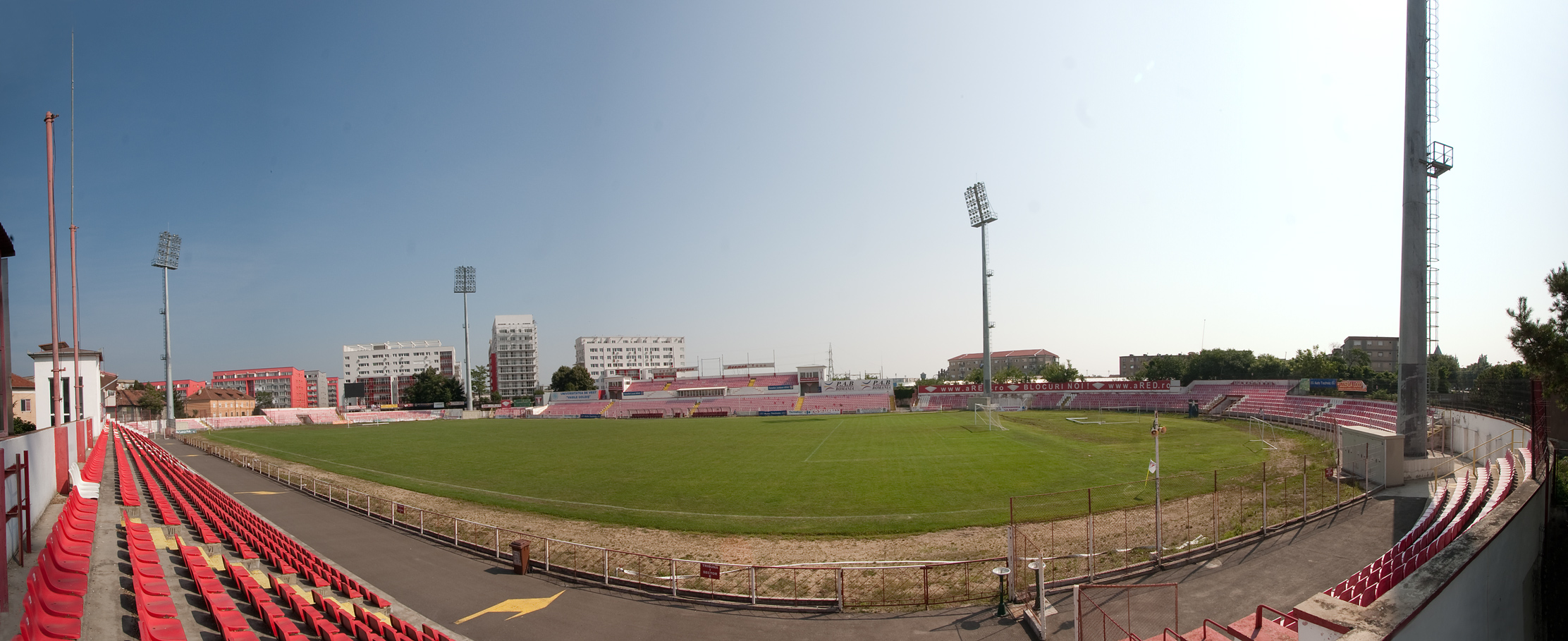
Panorama stadion.
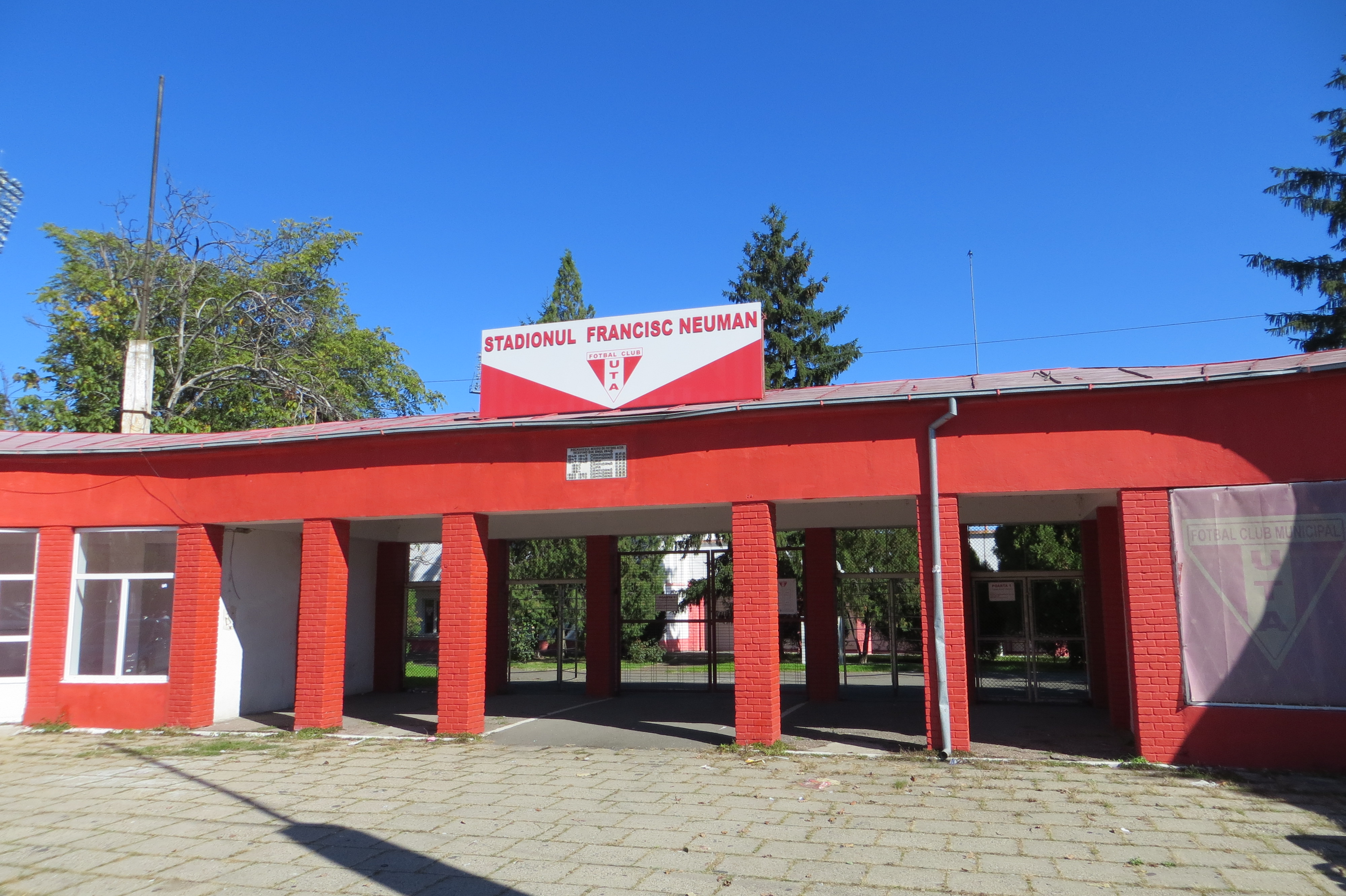
Intrare stadion.